# جون بيلي (لاعب كريكت)
جون بيلي (23 أبريل 1940 في المملكة المتحدة - ) (بالإنجليزية: John Bailey)‏ هو لاعب كريكت بريطاني. لعب مع نادي مقاطعة دورهام للكريكت ‏ والمقاطعات الوطنية للكريكيت الإنجليزي والويلزي ‏.

## وصلات خارجية
- جون بيلي على موقع إي آس بي آن كريك إنفو (الإنجليزية)